# 有盖肉刺蕨
有盖肉刺蕨（学名：Nothoperanema hendersonii）为鳞毛蕨科肉刺蕨属下的一个种。

## 扩展阅读
- 維基物種上的相關：有盖肉刺蕨